# P16
サイクリン依存性キナーゼ阻害2A (cyclin-dependent kinase inhibitor 2A) は、CDKN2Aとも言い、ヒトのCDKN2A（p16）遺伝子によりコード化されているがん抑制タンパク質である。p16は細胞周期の調整に重要な役割を果たしており、p16の変異は様々な癌、特にメラノーマの発生のリスクを高めている。なお、CDK（cyclin-dependent kinase）とはサイクリン依存性キナーゼの略である。

## 機能
p16遺伝子は、最初のエクソンが異なるいくつかの転写変異体を生成する。明確なタンパク質をコード化している少なくとも3つの可変な結合変異体が報告されており、そのうち2つはCDK4キナーゼ阻害機能として知られている構造的に関連した異性体をコード化している。遺伝子の残りの20000塩基対分の上流に位置する最初のエクソンを含んだ残りの転写変異体は、腫瘍抑制タンパク質p14ARF（ARF）を含んでいる。このARFは癌抑制タンパク質であるp53の働きを弱める作用を有するMDM2に干渉し隔離するため、ARFはP53を安定化する役割を持っている。
構造的及び機能的な相違に関わらず、細胞周期のG1期のCDK4及びp53の調整機能を通じてp16遺伝子によりコード化されたCKD阻害異性体及びAFR生成物が細胞周期のG1期で通常の機能の役割を行っている。p16遺伝子は、様々な癌においてしばしば変異しているか欠落しており、重要ながん抑制遺伝子として知られている。
組織が老化したときのp16遺伝子の発現の増加は幹細胞の増殖を減退させる。細胞老化と関連して癌のリスクは増加しているが、幹細胞の分裂と増殖のこれらの減退は、癌からの脅威から守っている。

## 臨床的意義
CDKN2A（p16）遺伝子の変異は、幅広い癌の発生のリスクに関連しており、遺伝子の変異は癌の培養細胞で多く認められている。例えば次のような例がある。
- 膵臓腺癌は、CDKN2A（p16）遺伝子の変異としばしば関係している[12][13][14]。
- p16の欠落は、食道癌と胃癌の培養細胞からしばしば見つかっている[15]。
- p16INK4aの濃度は、組織の老化に伴って飛躍的に上昇する。それゆえp16INK4aは、分子レベルでどの程度早く組織が老化しているかを測定する血液検査に応用できる可能性がある[15]。
- p16蛋白に対する免疫染色はHPV検査に対する病理組織上での代理マーカーである。HPVに感染して宿主細胞の細胞増殖機構に異常をきたした不死化細胞はp16過剰発現を示す。[16]